# 切歯

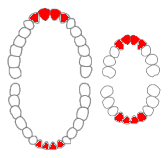
赤い部分がヒトの切歯

切歯（せっし、incisor）は、歯列上の位置により歯の形と機能が異なる異形歯性である哺乳類の歯種の一つ。哺乳類の顎の最前部にあり正中線の両側に位置する歯である。
ヒトの場合は正中線の左右に2本ずつ上下左右で8本の切歯があり、犬歯とともに前歯を構成する。ヒトでは切歯と呼び、動物では門歯（もんし、英語は同じ incisor）と呼ぶことが多い。

## 概要
ヒトやウマのような多くの草食性や雑食性の哺乳類は、この切歯によって食物をかみ切りこまかくすることに適応している。一方、ネコやイヌのような肉食性の動物では、切歯が小さく、かみ切る力は比較的弱く、肉をかみ切るには主に犬歯や裂肉歯を使う。かれらはこの小さな切歯を毛繕いに用いている。ゾウの牙は、上顎切歯が変化したものである。ネズミ目の切歯は生涯成長し続け、物を齧る事で磨り減っていく。
ヒトは、上下の中切歯4本、上下の側切歯4本の計8本（上下各左右2対）の切歯をもっている。他の霊長類、ネコ、ウマ等は12本（上下各左右3対）の切歯をもっている。ネズミ目の切歯は4本（上下各左右1対）である。ウサギ目の動物はかつてネズミ目に含まれると考えられていたが、切歯を6本（上左右2対・下左右1対）持っていることにより識別された。
なお、ヒトの切歯もかつては上下各左右3対あったが、進化の途上で1対が失われた。失われたのはもっとも近心側の切歯であると考えられており、上顎中切歯間の口蓋側にまれに萌出する正中過剰歯は、その名残であるとされる。

## ヒトの切歯
- 上顎中切歯
- 下顎中切歯
- 上顎側切歯
- 下顎側切歯

なお、乳歯の段階では永久歯の切歯に相当する乳切歯（乳中切歯、乳側切歯）がある。

## 名称
現在、最も使われているのは、dens incisivus,Incisorの訳語として作られた切歯であるが、この他にもいくつかの名称がある。和名類聚抄には板齒との記載があり、この名称は解体新書でも使われている。明治の初期の解剖学の書籍では、「門齒」という言葉が出てくる他、「前齒」という表記を犬歯と区別して切歯を示す言葉として使用している。（現在では前歯という言葉は切歯と犬歯の両方を指す言葉である。）切歯という言葉が出てくるのは明治10年頃からである。